# 山本浩貴 (美術史学者)
山本 浩貴（やまもと ひろき、1986年 - ）は、日本の美術・文化研究者、美術批評家、アーティスト。

## 経歴
千葉県生まれ。2010年、一橋大学社会学部卒業。2018年、ロンドン芸術大学博士課程修了。2013年から2018年まで、ロンドン芸術大学トランスナショナル・アート研究センター博士研究員。
韓国 光州のアジア・カルチャー・センター リサーチフェロー、香港理工大学ポストドクトラル・フェロー、2020年、東京藝術大学大学院国際芸術創造研究科助教、金沢美術工芸大学美術工芸学部美術科芸術学専攻講師を経て、2024年より実践女子大学文学部美学美術史学科准教授。

## 著書
- 『トランスナショナルなアジアにおけるメディアと文化 発散と収束』ラトガース大学出版、2020年
- 『現代美術史 欧米、日本、トランスナショナル』中央公論新社、2019年

## 出演

### ネット番組
- ポリタスTV（YouTube）